# طريفة (اسم)
طريفة هو اسم علم مؤنث من أصل عربي، ومعناه هو العودة إلى الصحة والسلامة.

## وصلات خارجية
- موسوعة السلطان قابوس لأسماء العرب نسخة محفوظة 5 أبريل 2019 على موقع واي باك مشين.